# شرافت (مجموعه تلویزیونی)
شرافت (به ترکی استانبولی: Şeref Meselesi) مجموعه تلویزیونی است که توسط کانال دی ترکیه تولید و پخش شد. این مجموعه تلویزیونی از یک مجموعه تلویزیونی ۱۸ قسمتی ایتالیایی منتشر شده بین سال‌های ۲۰۰۶ و ۲۰۱۲ به نام، حریم شکسته گرفته شده‌است. قسمت آخر این مجموعه تلویزیونی در ۱۷ مارس ۲۰۱۵ از کانال دی ترکیه پخش شد. مجموعه تلویزیونی شرافت در ایران سال ۲۰۱۶ با دوبله فارسی در ۷۸ قسمت ۴۰ دقیقه ای از شبکه های جم پخش شده است.

## بازیگران
| بازیگر         | نقش   | توضیحات |
| -------------- | ----- | ------- |
| کرم بورسین     | ایگیت |         |
| شکرو اوزییلدیز | امیر  |         |
| یاسمن آلن      | سیبل  |         |
| بورجو بیریجیک  | کبری  |         |
| شوکران اوالی   | دریا  |         |

## پخش بین‌المللی
| کشور             | نام محلی                | شبکه     | تاریخ |
| ---------------- | ----------------------- | -------- | ----- |
| ترکیه            | Şeref Meselesi          | کانال دی | ۲۰۱۵  |
| جمهوری آذربایجان | Şeref Meselesi          | کانال دی | ۲۰۱۵  |
| قبرس شمالی       | Şeref Meselesi          | کانال دی | ۲۰۱۵  |
| ایران            | مسئله شرف (مسئله شرافت) | شبکه جم  | ۲۰۱۶  |